# Eudectus
Eudectus är ett släkte av skalbaggar som beskrevs av Ludwig Redtenbacher 1856. Eudectus ingår i familjen kortvingar.
Släktet innehåller bara arten Eudectus giraudi.